# Jayanti (plaats)
Jayanti is een bestuurslaag in het regentschap Tangerang van de provincie Banten, Indonesië. Jayanti telt 9411 inwoners (volkstelling 2010).